# San Justo de los Oteros
San Justo de los Oteros es una pedanía perteneciente al municipio de Corbillos de los Oteros, situado en Esla-Campos con una población de 78 habitantes según el Instituto Nacional de Estadística.
Está situado al final de la CV-195-1.

## Demografía
Tiene 78 habitantes, 41 varones y 37 mujeres censados en el municipio.